# جراحة الثدي المحافظة
جراحة الثدي المحافظة (بالإنجليزية: Breast-conserving surgery)‏ أو باستئصال الثدي الجُزئي هي عملية جراحية لعلاج السرطان لكنها ليست جذرية وتتبعها استئصال الثدي. تتميزُ جراحة الثدي المُحافظ كما هو الحال في استئصال الورم على أنه يتم إزالة جزء من نسيج الثدي، على عكس عملية استئصال الثدي الكامل.

## دَوَاعِي الاسْتِعْمال
لكُل من الأدوار السريرية الأولى والثانية من سرطان الثدي، العلاج بواسطة جراحة الثدي المُحافظة والعلاج بالإشعة ومن المُمكن أيضًا العلاج الكيميائي في حال إصابة عقدة لمفية خافرة أو أثنتان بالسرطان الغير مُمْتَد. ففي هذه الحالة، يتم فحص العقدة اللمفية الخافرة واسْتِئْصالُ العُقْدَةِ اللِّمْفِيَّة كتقييم إضافي لا تُعتبر موصى بها لأن وجود العقدة اللمفية الخافرة تُعتبر كافية للتوصية بإتباع العلاج.

## مَوانِعُ الاسْتِعْمَال
توجد مَوانِعُ اسْتِعْمَال مُطلقة ونسبية في اختيار المرضى لأجل العلاج بجراحة الثدي المُحافظة مع العلاج بالإشعة.

### مَوانِعُ الاسْتِعْمَال المُطلقة
مَوانِعُ الاسْتِعْمَال المُطلقة، ومع شرح الأسباب التي أدت إلى منع الاستعمال:
1. يُعتبر الحمل من موانع الاستعمال المُطلقة ويعود السبب التشعيع المُستخدم في العلاج. من المُمكن اللجوء إلى هذا النوع من العلاج في بعض الحالات وذلك في الربع الثالث من الحمل، يتم إجراء جراحة الثدي المُحافظة ويتم العلاج بالإشعة بعد إجراء عملية الولادة.
2. وجود أثنان أو أكثر من الأورام الأولية في الرُبْعِيَّاتُ الثدي المُنفصلة مع أو من دون ظهور تكلسات خَبيث صغيرة جدًا.
3. في حال وجود علاج إشعاعي من قبل فيجب إكمال العلاج بعد ذلك بعمل جرعة مُرتفعة جدًا.

## العلاج المُحافظ للثدي
العلاج المُحافظ للثدي هي العملية التي تتبع العلاج بجراحة الثدي المُحافظة بجرعة متوسطة من العلاج بالإشعة، حيثث يهدف هذا النوع من العلاج إلى إزالة آثار المرض المُتَبَقِّي في الثدي وتقليل احتمالية انتكاس المرض. يهدف هذا العلاج إلى منح المريض المُصاب بمعدل البقاء على قيد الحياة المُشابه للمُعدل الذي يُحصل عليه بعد إجراء عملية استئصال الثدي، لكن تتميز جراحة الثدي المُحافظة بأنها تُقلل من الإضرار التجميلية الناجمة عن الجراحة. وأشارت ستة تجارب سريرية حديثة النجاح الذي حققه علاج المُحافظ للثدي في تحقيق هذا الهدف. وعلى الرغم من ذلك إلى انه يجب إجراء عملية استئصال الثدي للمُصابين الذين يُظهرون واحدة من مَوانِعُ الاسْتِعْمَال الخاصة بجراحة الثدي المُحافظة.